# Таусон (Мериленд)
Таусон (енгл. Towson) насељено је место без административног статуса у америчкој савезној држави Мериленд.

## Демографија
По попису из 2010. године број становника је 55.197, што је 3.404 (6,6%) становника више него 2000. године.
| Група             | 2000.          | 2010.          |
| Белци             | 44.376 (85,7%) | 43.301 (78,4%) |
| Афроамериканци    | 3.901 (7,5%)   | 6.062 (11,0%)  |
| Азијати           | 1.936 (3,7%)   | 2.835 (5,1%)   |
| Хиспаноамериканци | 985 (1,9%)     | 1.883 (3,4%)   |
| Укупно            | 51.793         | 55.197         |